# 魯任齊市鎮
43°36′N 22°52′E / 43.600°N 22.867°E

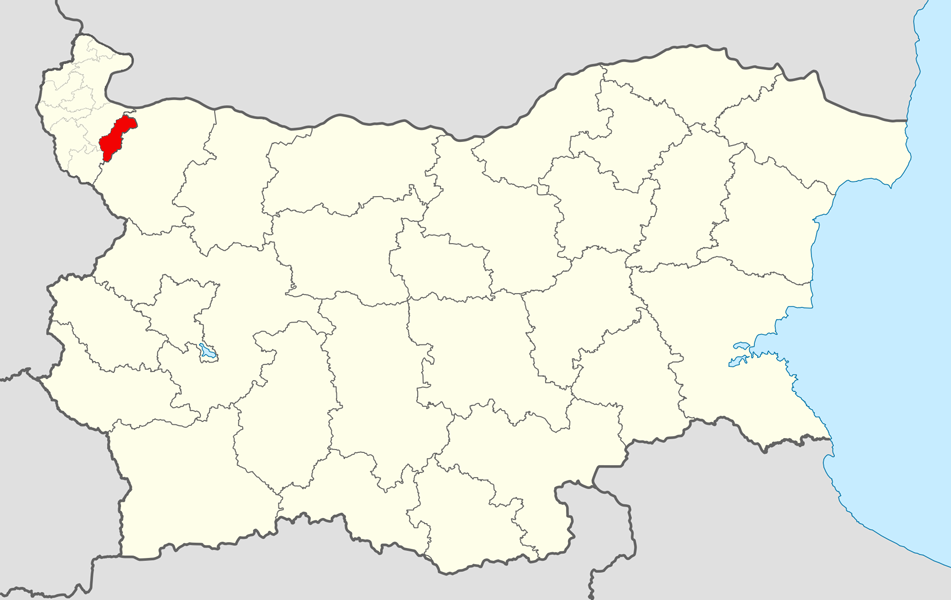

魯任齊市，是保加利亞的城鎮，位於該國西北部，由維丁州負責管轄，首府設於魯任齊，面積232平方公里，2009年人口4,890，人口密度每平方公里21.08人。